# あなたしかいらない
「あなたしかいらない」は、国実百合の5枚目のシングル。1989年3月1日に日本コロムビアよりリリースされた。

## 解説
品番は、7インチシングル:AH-5020、8cmCDシングル：10CA-8158、カセット：CMS-177。
両曲とも、フジテレビ系・東映不思議コメディーシリーズ『魔法少女ちゅうかなぱいぱい』の挿入歌として流された（ノンクレジット扱い）。

## 収録曲
1. あなたしかいらない（4分8秒）
  - 作詞：及川眠子 / 作曲：林哲司 / 編曲：山川恵津子
  - 『魔法少女ちゅうかなぱいぱい』第19話「シンゴのごきげんいかが」挿入歌[2]
2. ガラスのタイプライター（3分46秒）
  - 作詞：麻生麗二 / 作曲：林哲司 / 編曲：萩田光雄
  - 『魔法少女ちゅうかなぱいぱい』第15話「私のぱいぱい人形」挿入歌[3]

## 収録アルバム
- シーズンズ（1989年3月21日発売）[4]
- コロちゃんパック『魔法少女ちゅうかなぱいぱい』（1989年6月1日発売） ※絵本付き。カセットテープのみの発売。
- Y-923NE（1989年7月21日発売）[5]
- コーヒー・ルンバ（1992年3月21日発売） ※ベストアルバム
- 特撮ヒロインメモリアル　美少女ヒストリー[6]（2004年1月28日発売）
- 特撮ヒロイン&ファンタジー主題歌・挿入歌大全集 (スーパーヒーロークロニクル) （2004年10月20日発売）[7]
- 国実百合ベスト（2005年12月21日発売） ※iTunesで入手可能
- 林哲司 コロムビア・イヤーズ（2023年6月21日発売） ※オムニバス・アルバム[8]